# Philipp Wolfrum
Philipp Julius Wolfrum (ur. 17 grudnia 1854 w Schwarzenbach am Wald, zm. 8 maja 1919 w Samaden) – niemiecki kompozytor, dyrygent, organista, muzykolog i pedagog.

## Życiorys
Był synem kantora Johanna Heinricha Wolfruma, który udzielał synowi lekcji gry na organach. W latach 1876–1878 odbył studia w Königliche Musikschule w Monachium u Josefa Rheinbergera (organy i kompozycja), Karla Bärmanna (fortepian) i Franza Wüllnera (dyrygentura). Od 1879 do 1884 roku działał jako nauczyciel muzyki w Bambergu, tam też zaczął tworzyć swoje pierwsze kompozycje. Od 1884 roku związany był z Uniwersytetem Heidelberskim. W 1890 roku uzyskał na uniwersytecie w Lipsku tytuł doktora na podstawie dysertacji Die Entstehung und erste Entwicklung des deutschen evangelischen Kirchenliedes in musikalischer Beziehung. Swoją działalnością przyczynił się do ożywienia życia muzycznego w Heidelbergu, organizował festiwale muzyczne, w 1885 roku założył Akademischer Gesangverein i Bachverein. Otrzymał tytuł Universitätsmusikdirektor (1894) i Generalmusikdirektor (1897) oraz profesurę na Uniwersytecie Heidelberskim.
Występował jako dyrygent, pianista i organista. Zajmował się badaniami nad twórczością J.S. Bacha, przyjaźnił się i współpracował z Maxem Regerem. Opublikował prace Johann Sebastian Bach (2 tomy, Lipsk 1906), Die evangelische Kirchenmusik: Ihr Stand und ihre Weiterentwicklung (1914), Luther und Bach (1917), Luther und die Musik (1918).

## Ważniejsze kompozycje
(na podstawie materiałów źródłowych)
- Das grosse Halleluja na chór i orkiestrę (1886)
- Ein Weihnachtsmysterium nach Worten der Bibel und Spielen des Volkes na głosy solowe, chór, organy i orkiestrę (1899)
- Kwintet fortepianowy (1887)
- Kwartet smyczkowy (1888)
- Trio fortepianowe (1891)
- Sonata e-moll na fortepian i wiolonczelę (1883)
- 3 sonaty organowe (I d-moll, II E-dur, III F-dur 1879–1883)
- Ballada na fortepian (1882)